# Dorfkirche Hohengörsdorf

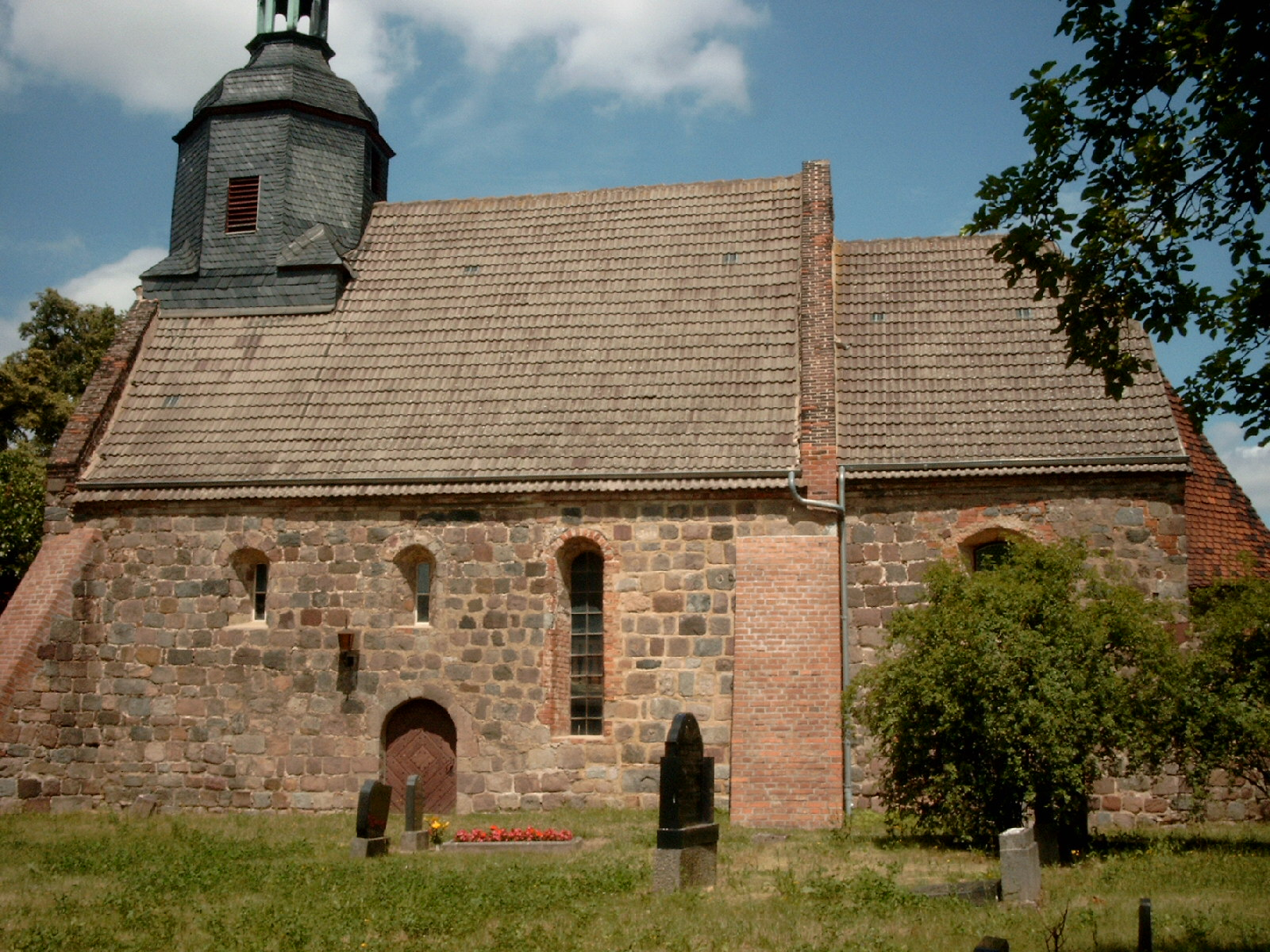
Dorfkirche Hohengörsdorf

Die evangelische Dorfkirche Hohengörsdorf ist eine spätromanische Feldsteinkirche in Hohengörsdorf, einem Ortsteil der Gemeinde Niederer Fläming im Landkreis Teltow-Fläming im Land Brandenburg. Die Kirchengemeinde gehört zum Kirchenkreis Zossen-Fläming der Evangelischen Kirche Berlin-Brandenburg-schlesische Oberlausitz.

## Lage
Die Bundesstraße 102 führt von Nordwesten kommend in einer Doppelkurve in den Ort und dort in südlicher Richtung wieder hinaus. Am östlichen Scheitel zweigt die Dorfstraße nach Nordosten hin ab. Südöstlich dieser Abzweigung steht die Kirche auf einem Grundstück mit einem Kirchfriedhof, der mit einer Mauer aus Ziegeln auf einem unbehauenen und nicht lagig geschichteten Sockel aus Feldsteinen eingefriedet ist.

## Geschichte
Das Bauwerk entstand im frühen 13. Jahrhundert. Zur Zeit des Barock wurden die Portale und Fenster teilweise vergrößert. Das Bauwerk ist Ende der 2010er Jahre in einem stark sanierungsbedürftigen Zustand.

## Baubeschreibung

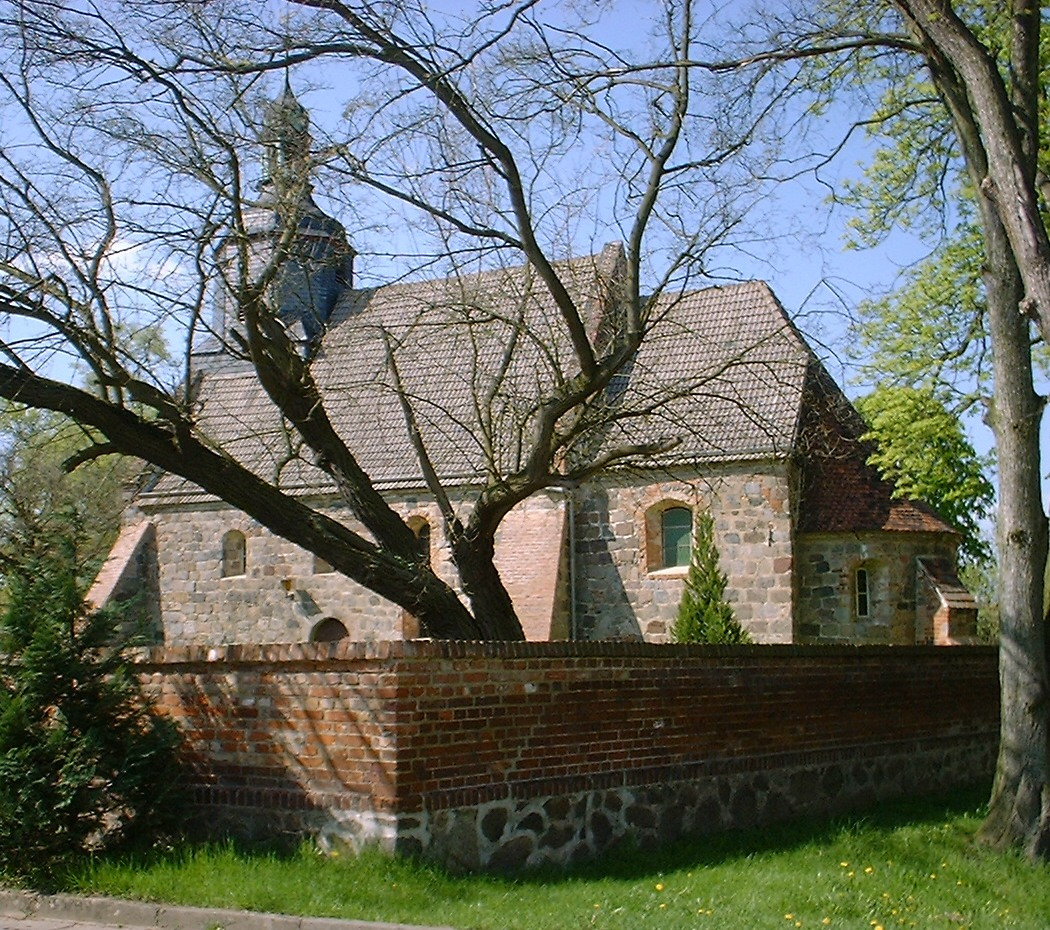
Ansicht mit Einfriedung

Das Bauwerk entstand im Wesentlichen aus Feldsteinen, die sorgfältig behauen und lagig geschichtet wurden. Die eingezogene, halbrunde Apsis wird dabei durch einen zweifach getreppten Strebepfeiler aus Mauersteinen an ihrer Ostseite stabilisiert. Seitlich davon sind zwei kleine rundbogenförmige Öffnungen, die aus der Bauzeit stammen dürften. Daran schließt sich der ebenfalls eingezogene Chor an. Er hat an der Nord- und Südseite je ein gedrückt-segmentbogenförmiges Fenster sowie an der Südseite eine zugesetzte Priesterpforte.
Das Kirchenschiff hat ebenfalls einen rechteckigen Grundriss. Die Wände des Langhauses werden dabei von dreiecksförmigen Strebepfeilern am westlichen und östlichen Ende gestützt. Mittig sind drei, zum Teil vergrößerte Rundbogenfenster sowie an der Südseite ein ebenfalls rundbogenförmiges Gemeindeportal, das ebenfalls noch aus der Bauzeit stammen dürfte.
Chor und Schiff tragen ein schlichtes Satteldach, aus dem sich oberhalb des westlichen Langhauses ein achteckiger Kirchturm erhebt. Er besitzt kleine, hochrechteckige Klangarkaden, darüber eine geschweifte Turmhaube mit einer offenen Laterne, die mit Turmkugel und Wetterfahne abschließt.

## Ausstattung
Der Kanzelaltar wurde im Jahr 1730 von Johann Christian Angermann geschaffen und 1920 restauriert. Das Dehio-Handbuch bezeichnet die Arbeit als „qualitätsvoll“. Sie besteht aus einem säulenförmigen Aufbau mit Wolkenglorie sowie einem gesprengtem Giebel. Seitlich sind Moses und Jesus Christus angebracht. Mittig tritt ein geschwungener Kanzelkorb hervor, der auf einer Konsole ruht.
Zur weiteren Kirchenausstattung gehört eine hölzerne Fünte aus der Zeit um 1700, ein achtseitiger, profilierter Pokal sowie zwei Gestühlreihen aus dem Anfang des 17. Jahrhunderts, die durch eine Betstube aus dem 18. Jahrhundert ergänzt wurden. Eine Hufeisenempore ist in barocken Formen gehalten und schwingt im Westen leicht vor. Auf ihr steht eine Orgel, die Albert Kienscherf in den Jahren 1905 bis 1910 errichtete. Sie ist im Jahr 2016 nicht spielbar. Der Kreiskantor Peter-Michael Seifried beschreibt sie in einem Artikel der Märkischen Allgemeinen wie folgt: „Die Kirchgemeinde muss damals unheimlich viel Geld gehabt haben, denn das Instrument war in seiner Zeit eines der modernsten und der Gipfel der Technologie.“
Das Bauwerk ist im Innern flach gedeckt.